# Filmski centar u Zagrebu
Filmski centar u Zagrebu, središnja filmsko-kulturna ustanova u Hrvatskoj. Zamišljen je kao takav za istovremene mnoge aktivnosti filmskog sadržaja, koja bi programom prikazivački i prezentacijski trebala objediniti programe i aktivnosti institucija kao što su Hrvatska kinoteka, Hrvatski filmski savez, Multimedijalni centar i kinotečni program Zagreb filma. Ustanove predlagači/osnivači su Akademija dramske umjetnosti (Zagreb), Akademija likovnih umjetnosti (Zagreb), Arhitektonski fakultet, Studij dizajna (Zagreb), Filozofski fakultet (Zagreb), Hrvatska kinoteka pri Hrvatskom državnom arhivu (Zagreb), Hrvatski filmski savez (Zagreb), Hrvatsko društvo filmskih kritičara (Zagreb), Hrvatsko društvo filmskih redatelja (Zagreb). Izvorni prijedlog osnivanja izradili su dr. Hrvoje Turković (ADU), dr. Vjekoslav Majcen (Hrvatska kinoteka), Ivan Ladislav Galeta, docent (ALU).
Prijedlog za osnutak Filmskog centra objavljen je u Hrvatskom filmskom ljetopisu još 1998. godine i predan Gradskom uredu za kulturu. Projekt je zapinjao na pitanju prostora i na tome tko bi trebali biti osnivači. 2001. je odlučeno da će Centar biti samostalna javna ustanova u kulturi sa statusom kakav imaju muzejsko-galerijske ustanove, a dok se ne stvori situacija u kojoj će Centar imati vlastiti prostor, djelovat će, u dogovoru sa Zagreb filmom, u prostoru Kinoteke. Na nivo institucije od nacionalnog značaja, osim vezanosti uz republičku Kinoteku, Centar podiže njegova uloga u međunarodnoj razmjeni i distribuiranju programa po Hrvatskoj. U budućnosti ostvarivat će se mnoge republički relevantne funkcije kao što je stvaranje dokumentacijskog centra i sustavno bavljenje teorijskim i praktičnim istraživanjima audiovizualnih medija.